# François Rom
François Rom, né le 8 avril 1882 à Anvers et mort le 2 février 1942, est un escrimeur belge. Avec l'équipe belge, il est champion olympique d'épée aux Jeux olympiques de 1912 à Stockholm. 

## Biographie
Il fait partie du Cercle d'escrime de Bruxelles et prend part aux compétitions nationales d'escrime avant et après la Première Guerre mondiale.
Il est sélectionné aux Jeux olympiques de 1908 à Londres. Il y participe à la compétition à l'épée en individuel et en équipe avec laquelle il obtient une médaille de bronze.
Il est également sélectionné aux Jeux olympiques de 1912 à Stockholm. Il y participe à la compétition à l'épée en équipe avec laquelle il obtient une médaille d'or.
Il participe enfin à une troisième olympiade aux Jeux olympiques de 1920 à Anvers où il est capitaine de l'équipe belge de fleuret.